# Uvala Bristova - Hvar
Uvala Bristova - Hvar este o arie protejată (sit de importanță comunitară — SCI) din Croația întinsă pe o suprafață de 10,08 ha, integral marine.

## Localizare
Centrul sitului Uvala Bristova - Hvar este situat la coordonatele 43°08′32″N 17°00′59″E / 43.142155°N 17.016424°E.

## Înființare
Situl Uvala Bristova - Hvar a fost declarat sit de importanță comunitară în iulie 2013 pentru a proteja un număr necunoscut de specii din flora spontană și fauna sălbatică aflate în arealul zonei.

## Biodiversitate
Situată în ecoregiunea marină mediteraneană, aria protejată conține 2 habitate naturale: Straturi cu Posidonia (Posidonion oceanicae), Bancuri de nisip acoperite în permanență slab de apă marină.
La baza desemnării sitului se află un număr nedeclarat de specii protejate.